# Malena es un nombre de tango (novela)
Malena es un nombre de tango es una novela de la escritora española Almudena Grandes publicada en Tusquets en el año 1994.
Malena es un nombre de tango, que se divide en cuatro partes, tiene una extensión total de 552 páginas. A fecha de diciembre de 2002 se habían efectuado veinticinco ediciones de la novela. Se ha traducido a varios idiomas, entre ellos el inglés y el alemán, y en todos estos países ha sido muy elogiada por la crítica [cita requerida].

## Argumento
Malena recibe a los doce años, de manos de su abuelo, el último tesoro que conserva la familia: una esmeralda antigua, sin tallar, de la que ella nunca podrá hablar porque algún día le salvará la vida. A partir de entonces, esa niña desorientada, perpleja que presiente que jamás conseguirá parecerse a su hermana melliza, Reina, la mujer perfecta, empieza a sospechar que no es la primera Fernández de Alcántara incapaz de encontrar el lugar adecuado en el mundo que la rodea. Se propone entonces desenmascarar los secretos que laten bajo la apacible superficie de su ejemplar familia burguesa.

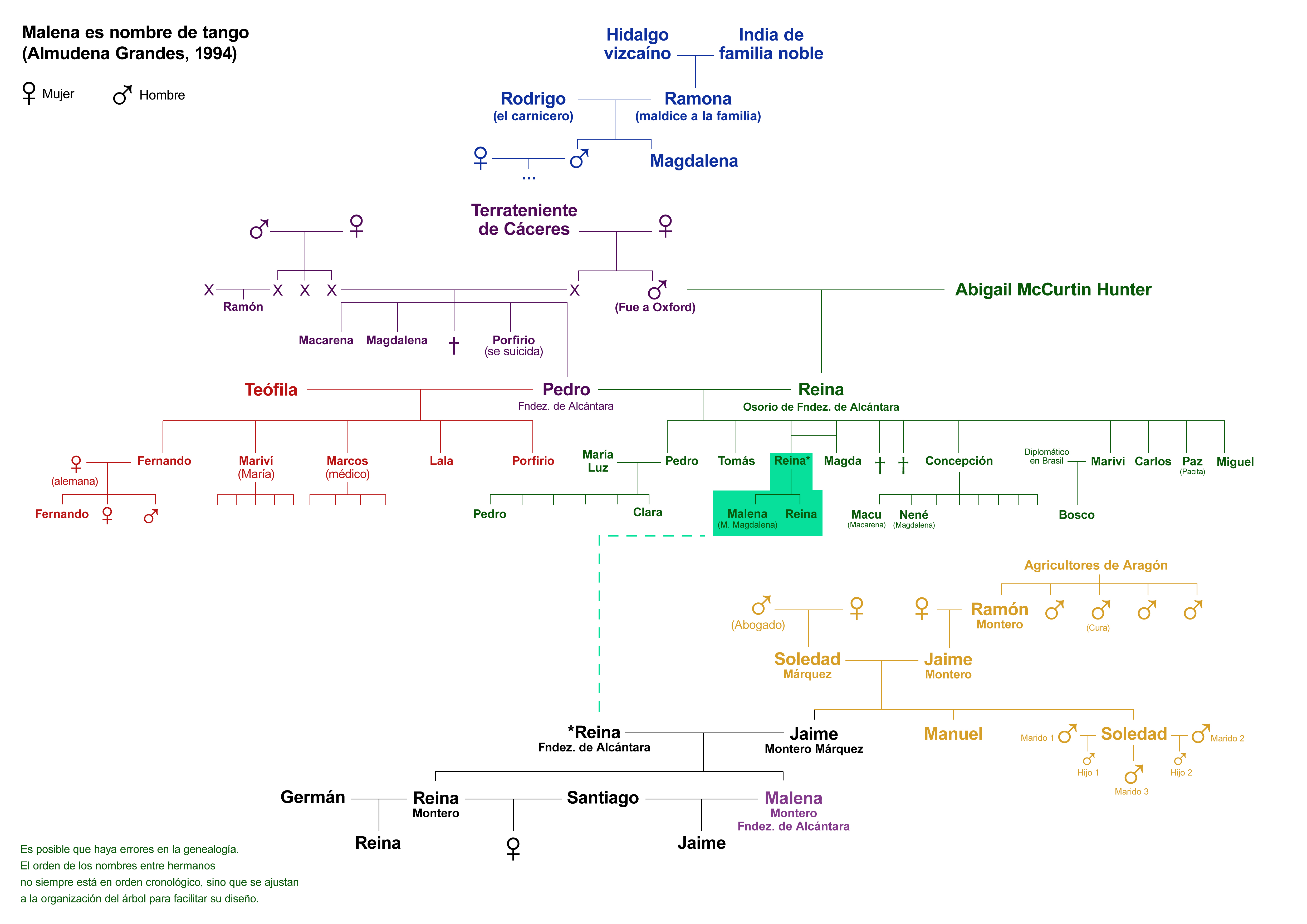

- Datos: Q5990550